# Кірквуд (Пенсільванія)
Кірквуд (англ. Kirkwood) — переписна місцевість (CDP) в США, в окрузі Ланкастер штату Пенсільванія. Населення — 388 осіб (2020).

## Географія
Кірквуд розташований за координатами 39°50′49″ пн. ш. 76°5′0″ зх. д. / 39.84694° пн. ш. 76.08333° зх. д. (39.847079, -76.083376).  За даними Бюро перепису населення США в 2010 році переписна місцевість мала площу 5,76 км², з яких 5,75 км² — суходіл та 0,01 км² — водойми.

## Демографія
Згідно з переписом 2010 року, у переписній місцевості мешкало 396 осіб у 120 домогосподарствах у складі 99 родин. Густота населення становила 69 осіб/км².  Було 124 помешкання (22/км²).
Расовий склад населення:
| - 98,2 % — білих - 0,3 % — вихідців з тихоокеанських островів - 0,3 % — корінних американців - 1,3 % — осіб інших рас |

До двох чи більше рас належало 0,0 %. Частка іспаномовних становила 4,3 % від усіх жителів.
За віковим діапазоном населення розподілялося таким чином: 35,4 % — особи молодші 18 років, 52,2 % — особи у віці 18—64 років, 12,4 % — особи у віці 65 років та старші. Медіана віку мешканця становила 27,8 року. На 100 осіб жіночої статі у переписній місцевості припадало 115,2 чоловіків;  на 100 жінок у віці від 18 років та старших — 101,6 чоловіків також старших 18 років.
Середній дохід на одне домашнє господарство  становив 46 331 долар США (медіана — 42 500), а середній дохід на одну сім'ю — 56 057 доларів (медіана — 49 271). За межею бідності перебувало 24,1 % осіб, у тому числі 34,8 % дітей у віці до 18 років та 25,0 % осіб у віці 65 років та старших.
Цивільне працевлаштоване населення становило 109 осіб. Основні галузі зайнятості: виробництво — 26,6 %, роздрібна торгівля — 25,7 %, сільське господарство, лісництво, риболовля — 13,8 %, освіта, охорона здоров'я та соціальна допомога — 11,0 %.